# Exkneipe

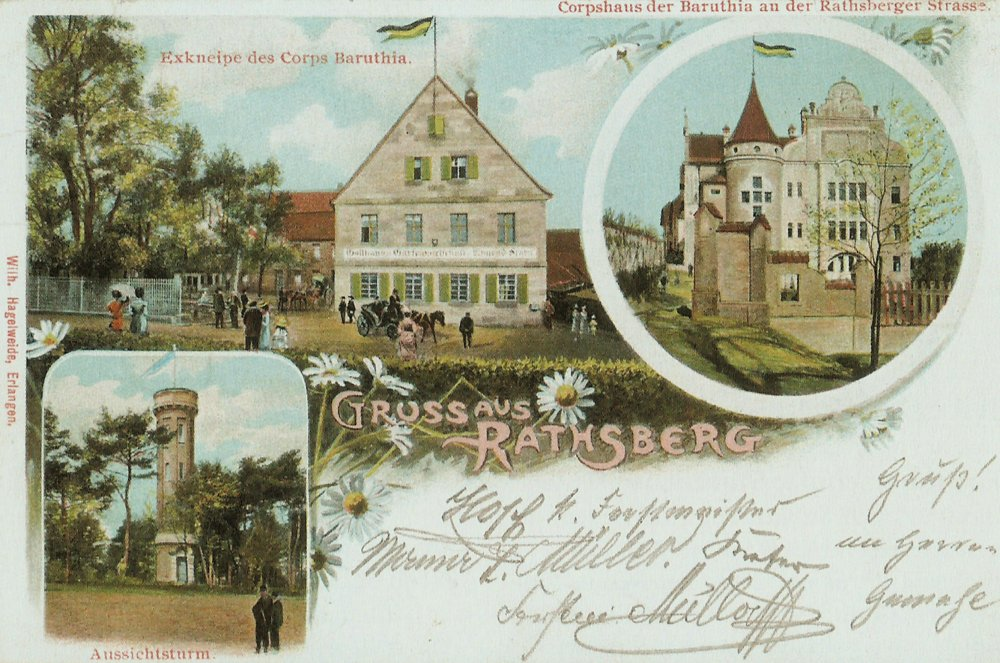
Exkneipe des Corps Baruthia in Rathsberg

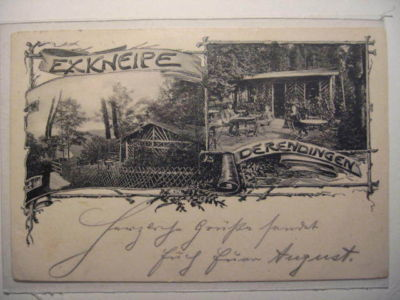
Exkneipe der Burschenschaft Derendingia in Derendingen

Die Exkneipe ist ein außerhalb des Kommers- oder Verbindungshauses gelegenes Stammlokal einer Studentenverbindung, das im Anschluss einer offiziellen Kneipe besucht wurde. Sie lag gewöhnlich außerhalb der Universitätsgerichtsbarkeit in umgebenden Orten (Bierdörfer) und erlaubte daher ein freieres Verhalten.
Das Wort war Teil der Studentensprache des 18. und 19. Jahrhunderts. Für die Wirtsleute war der Titel "Exkneipe" ein bedeutender kommerzieller Faktor, so dass er auch gerne werbewirksam, z. B. auf Postkarten und Inschriften, eingesetzt wurde. In der Regel waren die Exkneipen mit diversen Couleurgegenständen (Wappen, Zirkeln, Schlägern, Bierkrügen etc.) der Verbindung ausgestattet.